# Ревизия хозяйственных договоров
Ревизия хозяйственных договоров — проверка законности, правильности, эффективности и целесообразности заключения ревизуемой организацией хозяйственных договоров с другими субъектами хозяйствования, их документального оформления и учёта. Ревизия хозяйственных договоров может осуществляться в рамках мероприятия финансового контроля (например, документальной ревизии) либо как отдельная проверка.

## Хозяйственные договоры в деятельности предприятия
Под хозяйственным договором в настоящей статье понимается договор между двумя хозяйствующими субъектами (юридическими лицами или индивидуальными предпринимателями), касающийся передачи имущества либо выполнения действий. В актуальной экономической практике юридических лиц распространён ряд хозяйственных договоров:
- договор купли-продажи,
- договор аренды,
- договор лизинга,
- договор подряда,
- договор на выполнение научно-исследовательских и опытно-конструкторских работ,
- договор энергоснабжения,
- договор услуг связи,
- договор перевозки,
- договор на выполнение работ по обслуживанию и текущему ремонту имущества,
- договор страхования,
- финансовые договоры (займа, кредита, банковского вклада, расчётно-кассового обслуживания),
- договор аудита и другие.

Хозяйственный договор является двусторонним (синналагматическим), например «продавец — покупатель», то есть несёт две встречные обязанности, взаимно обуславливающие друг друга. Ревизуемый экономический субъект в каждом договоре может являться той или иной стороной. Для работы по подготовке договоров и контролю за их реализацией на крупных предприятиях создаются отдельные подразделения (договорные бюро).
С точки зрения бухгалтерского финансового учёта коммерческой организации, заключение хозяйственного договора как таковое не является хозяйственной операцией, так как не означает появления обязательства в бухгалтерском смысле. Таким образом, факт заключения договора отражается лишь в регистрах управленческого учёта. Бюджетный учёт демонстрирует другой подход и требует отражения в учёте факта заключения хозяйственного договора бюджетным учреждением, так как оно влечёт за собой появление бюджетного обязательства.

## Оценка состояния внутреннего контроля
Изучая состояние системы внутреннего контроля предприятия в разрезе контроля за заключением хозяйственных договоров, ревизор выясняет, каким образом организуется договорная работа:
1. Собирается ли информация о новом контрагенте с точки зрения его надёжности.
2. Проводятся ли маркетинговые мероприятия при согласовании цены договора.
3. Визируются ли договоры:
  - юридической службой,
  - финансовой службой,
  - службой, соответствующей направлению конкретного договора (снабжения, производства, сбыта, логистики, технологической, эксплуатационной).
4. Ведётся ли единый учёт договоров, выполнение обязательств по которым не начато, продолжается или завершено.
5. Отслеживаются ли централизованно сроки выполнения обязательств по заключенным договорам.
6. Осуществляется ли работа по своевременному пролонгированию договоров по длящимся услугам.

## Проверка заключённых договоров
В зависимости от количества заключённых проверяемой организацией договоров, проверка может быть организована как сплошная, выборочная, либо комбинированная (типовые договоры проверяются выборочным порядком, нетиповые — сплошным). При изучении конкретного хозяйственного договора ревизору следует обратить внимание на отражение в нём следующих наиболее существенных моментов.

### Все договоры
- Возможность и основания пересмотра цены договора.
- Порядок оплаты и её сроки.
- Штрафные санкции за нарушение условий договора с той и другой стороны.
- Гарантийные сроки и условия гарантии.
- Возможность и условия досрочного расторжения договора.
- Форс-мажорные обстоятельства, то есть обстоятельства непреодолимой силы, освобождающие стороны от выполнения обязательств по договору.
- Полномочия лица, подписавшего договор.
  - если договор подписан руководителем предприятия, то его полномочия подтверждаются:
    - выпиской из единого государственного реестра юридических лиц об официальном лице, имеющем право действовать от имени организации без доверенности,
    - выпиской из устава организации, подтверждающей, что подписание такого договора входит в его полномочия (а не, например, в полномочия совета директоров или общего собрания акционеров),
    - удостоверением личности;

  - если договор подписан другим лицом — к перечисленным документам добавляется доверенность на заключение одного или ряда договоров.

### Договоры передачи имущества
- Момент перехода прав собственности (важно в случае уничтожения или повреждения имущества).
- Оплата транспортных услуг, страхования товара.
- Количество и ассортимент товара, его комплектность.
- Качество товара.
- Тара и упаковка.
- Действия покупателя по принятию товара.

### Договоры выполнения действий
- Перечень всех выполняемых работ в соответствии со сметой.
- Сроки начала и окончания выполнения работ.
- Порядок приёма выполненных работ и (или) отдельных её этапов (в том числе скрытых работ).
- Кто предоставляет необходимое оборудование, материалы, комплектующие, снабжает энергией и водой, осуществляет охрану места проведения работ и вывоз отходов.
- Право привлечения субподрядчиков на выполнение отдельных частей работ.
- Действия сторон при превышении реальных объёмов работ над планируемыми показателями.

### Договоры ПИР и НИОКР
Для договоров на выполнение проектно-изыскательских работ; научно-исследовательских и опытно-конструкторских работ зачастую невозможно заранее определить цену договора, так как неизвестен объём работ. В этом случае определяется модель ценообразования на указанные работы по одной из формул:
- возмещение издержек (с учётом фиксированной нормы прибыли) — полное или лимитированное,
- долевое участие исполнителя в прибыли заказчика от реализации продукции, выпущенной с использованием результата работ.

В том и другом случае важно предусмотреть согласованный порядок осуществления контроля сторон за деятельностью друг друга.